# Happy Trails!
《Happy Trails!》是荒井切利以四格漫畫形式創作的日本漫畫。連載於芳文社漫畫雜誌《Manga Time Kirara Carat》2007年2月號至2008年7月號。故事主要描述高中生安田宝等人進行便利屋社團活動的故事。單行本全1冊。於2016年6月發售的《Cherry etc. 荒井切利傑作集》下冊收錄《Happy Trails!》作品內容。

## 登場人物
安田宝
高中二年級生。便利屋創辦者。
杉本亞胡
安田宝的兒時朋友。
清水唯士
安田宝的兒時朋友。父親是美國人。
前田克樹
安田宝小學時期同學。
辻一芽（配音員：桑山琴音）
安田宝的同學。在《三者三葉》中，以「東高」的學生身分登場。

唯士的表弟。高中一年級生。
永井鳩
小林祥太郎的兒時朋友。
大城小麥
體育老師。便利屋的顧問。
井澤未琴
學生會會長。
小林祥太郎
學生會副會長。
田所繭子
學生會會計。
渡邊一真
學生會書記。

## 出版書籍
| 冊數 | 芳文社        | 芳文社                 |
| 冊數 | 發售日期      | ISBN                   |
| ---- | ------------- | ---------------------- |
| 1    | 2008年8月27日 | ISBN 978-4-8322-7726-7 |